# Micro-ondas (tortura)
Micro-ondas é um método de assassinato extrajudicial e tortura realizado que consiste em usar um pneu de borracha encharcado com gasolina ao redor do peito e braços da vítima, e atear fogo. O nome em inglês é necklacing (de necklace, a palavra em inglês para colar) e se originou na década de 1980 em regiões negras da África do Sul do apartheid, onde supostos colaboradores do apartheid eram executados publicamente dessa forma.